# Grand Prix Formule 1 van Hongarije 2003
De Grand Prix Formule 1 van Hongarije 2003 werd verreden op 24 augustus op de Hungaroring in Mogyoród nabij Boedapest.

## Uitslag
| Pos. | Nr. | Coureur               | Constructeur       | Rondes | Tijd / Oorzaak uitval | Grid | Punten |
| ---- | --- | --------------------- | ------------------ | ------ | --------------------- | ---- | ------ |
| 1    | 8   | Fernando Alonso       | Renault            | 70     | 1:39:01.460           | 1    | 10     |
| 2    | 6   | Kimi Räikkönen        | McLaren - Mercedes | 70     | +16.768               | 7    | 8      |
| 3    | 3   | Juan Pablo Montoya    | Williams-BMW       | 70     | +34.537               | 4    | 6      |
| 4    | 4   | Ralf Schumacher       | Williams-BMW       | 70     | +35.620               | 2    | 5      |
| 5    | 5   | David Coulthard       | McLaren - Mercedes | 70     | +56.535               | 9    | 4      |
| 6    | 14  | Mark Webber           | Jaguar Racing      | 70     | +1:12.643             | 3    | 3      |
| 7    | 7   | Jarno Trulli          | Renault            | 69     | +1 Ronde              | 6    | 2      |
| 8    | 1   | Michael Schumacher    | Scuderia Ferrari   | 69     | +1 Ronde              | 8    | 1      |
| 9    | 9   | Nick Heidfeld         | Sauber - Petronas  | 69     | +1 Ronde              | 11   |        |
| 10   | 17  | Jenson Button         | BAR-Honda          | 69     | +1 Ronde              | 14   |        |
| 11   | 21  | Cristiano da Matta    | Toyota             | 68     | +2 Rondes             | 15   |        |
| 12   | 19  | Jos Verstappen        | Minardi - Cosworth | 67     | +3 Rondes             | 18   |        |
| 13   | 18  | Nicolas Kiesa         | Minardi - Cosworth | 66     | +4 Rondes             | 20   |        |
| DNF  | 10  | Heinz-Harald Frentzen | Sauber - Petronas  | 47     | Benzine               | 17   |        |
| DNF  | 15  | Justin Wilson         | Jaguar Racing      | 42     | Motor                 | 12   |        |
| DNF  | 12  | Zsolt Baumgartner     | Jordan-Ford        | 34     | Motor                 | 19   |        |
| DNF  | 20  | Olivier Panis         | Toyota             | 33     | Versnellingsbak       | 10   |        |
| DNF  | 11  | Giancarlo Fisichella  | Jordan-Ford        | 28     | Motor                 | 13   |        |
| DNF  | 2   | Rubens Barrichello    | Scuderia Ferrari   | 19     | Wielophanging         | 5    |        |
| DNF  | 16  | Jacques Villeneuve    | BAR-Honda          | 14     | Hydrauliek            | 16   |        |

## Wetenswaardigheden
- Met de leeftijd van 22 jaar en 26 dagen was Fernando Alonso de jongste overwinnaar ooit, totdat Sebastian Vettel de Grand Prix van Italië 2008 won op de leeftijd van 21 jaar en 75 dagen.
- Jongste podium: Alonso, Raikkonen en Montoya hadden een gemiddelde leeftijd van 24 jaar, 7 maanden en 13 dagen.
- Zsolt Baumgartner verving Ralph Firman die een crash meemaakte tijdens de vrije trainingen. Firman zou de volgende race ook aan de kant zitten.

## Statistieken
| Snelste ronde | Juan Pablo Montoya | Williams-BMW | 1:22.095 |

## Noot
- Dit was het debuut van de Hongaarse coureur Zsolt Baumgartner - de eerste Hongaar in de Formule 1.
- Eerste Grand Prix-winst voor Fernando Alonso en voor een Spaanse coureur.
- Vijfde podiumplaats voor een Spaanse coureur.

1936 · 1986 · 1987 · 1988 · 1989 · 1990 · 1991 · 1992 · 1993 · 1994 · 1995 · 1996 · 1997 · 1998 · 1999 · 2000 · 2001 · 2002 · 2003 · 2004 · 2005 · 2006 · 2007 · 2008 · 2009 · 2010 · 2011 · 2012 · 2013 · 2014 · 2015 · 2016 · 2017 · 2018 · 2019 · 2020 · 2021 · 2022 · 2023 · 2024 · 2025 · 2026 · 2027 · 2028 · 2029 · 2030 · 2031 · 2032